# 關中四關
關中四關，又稱關中四塞，是中國古代重要的四座關隘，它們包圍的地域即是所謂的關中地區，它們分別是：
- 函谷關（位於河南省三門峽市灵宝市）
- 大散關（位於陝西省寶雞市渭滨區）
- 武關（位於陝西省商洛市丹凤縣）
- 蕭關（位於寧夏回族自治區固原市泾源縣）